# 신사로 (서울)
신사로(新沙路)는 서울특별시 구로구 도림천로 구로디지털단지역부터 관악구 봉천동 봉천로까지 연결되는 도로.

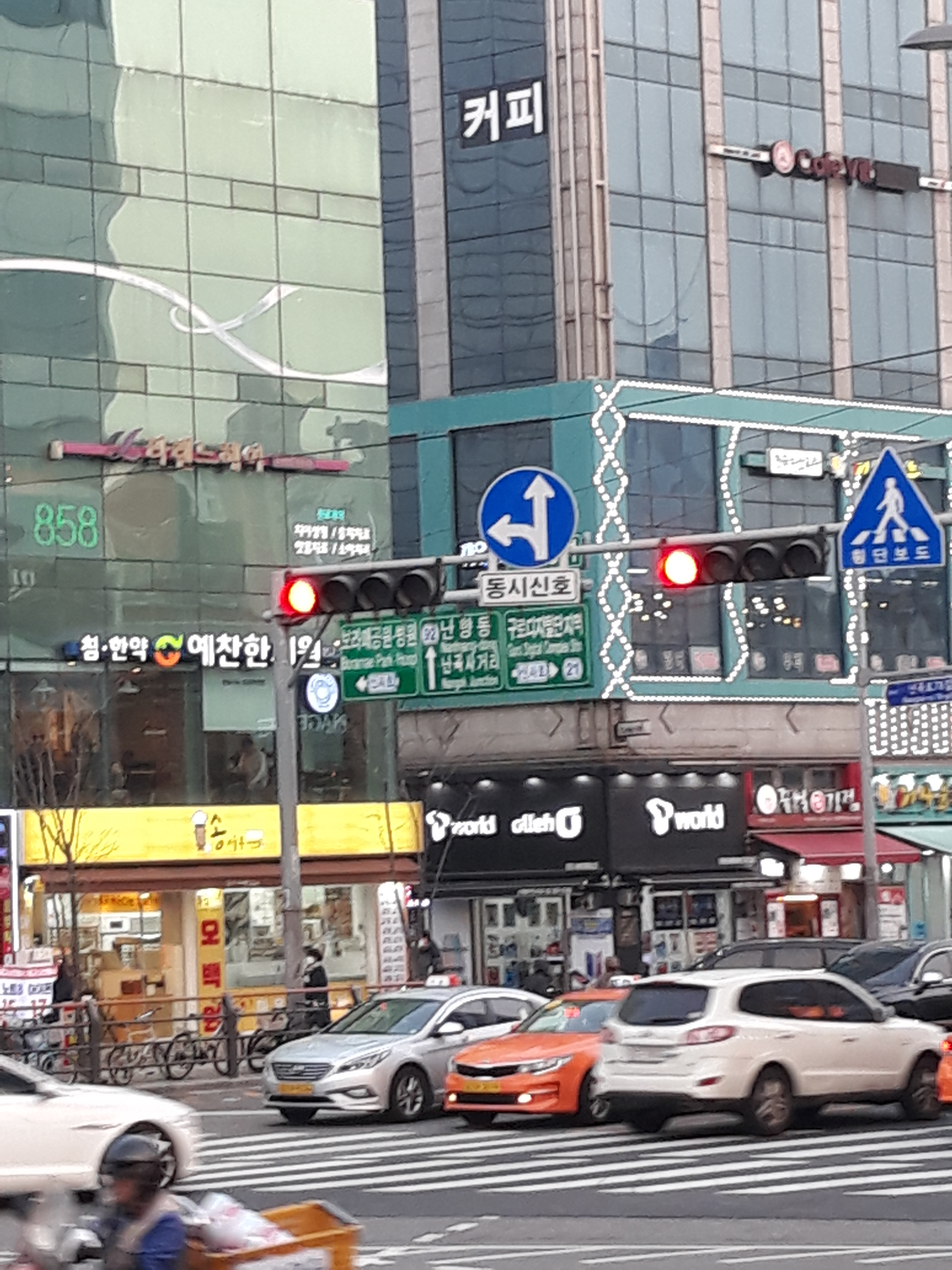
신대방역 부근 난곡로 교차 지점

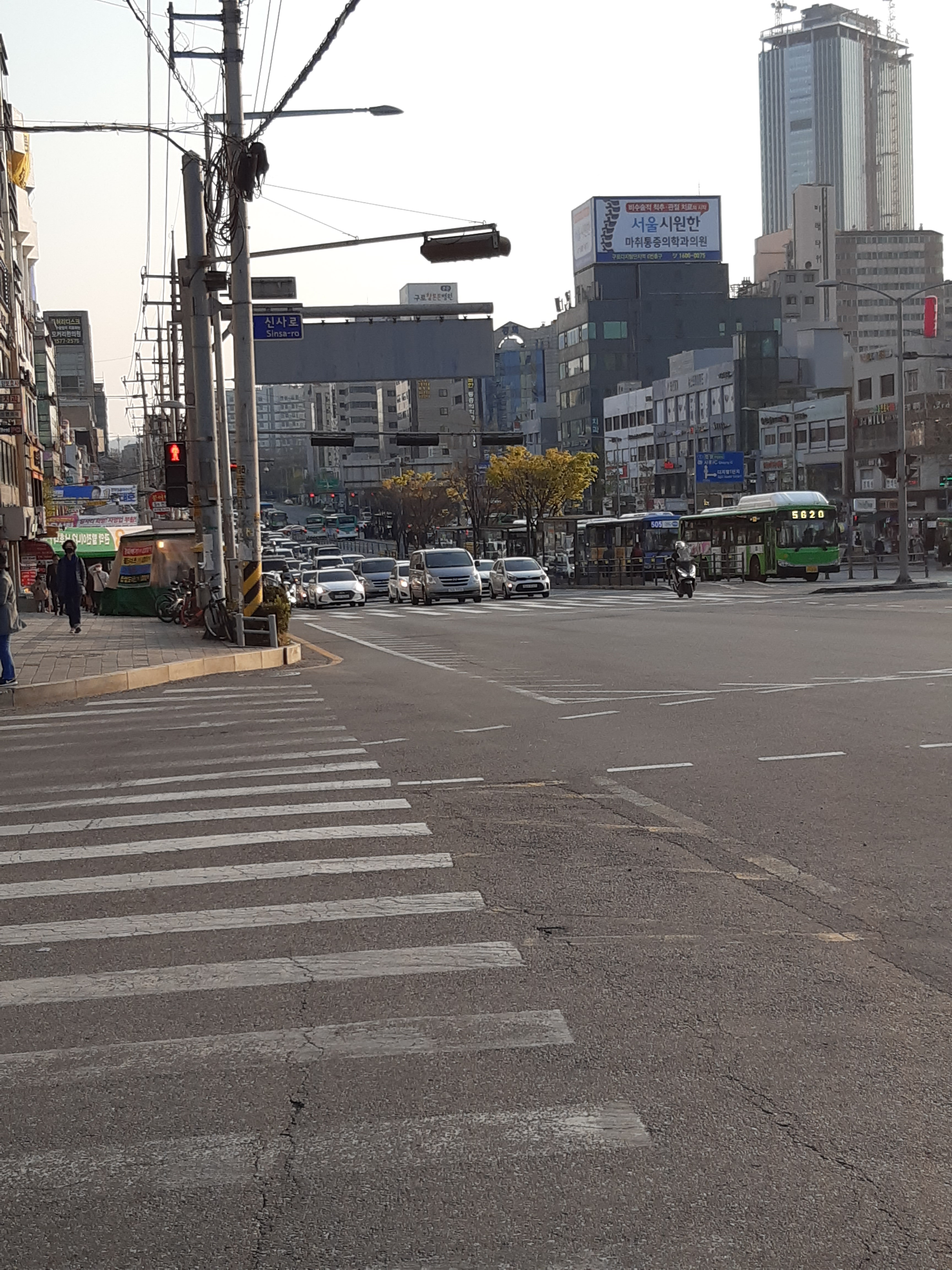
시흥대로와 신사로 교차하는 도로

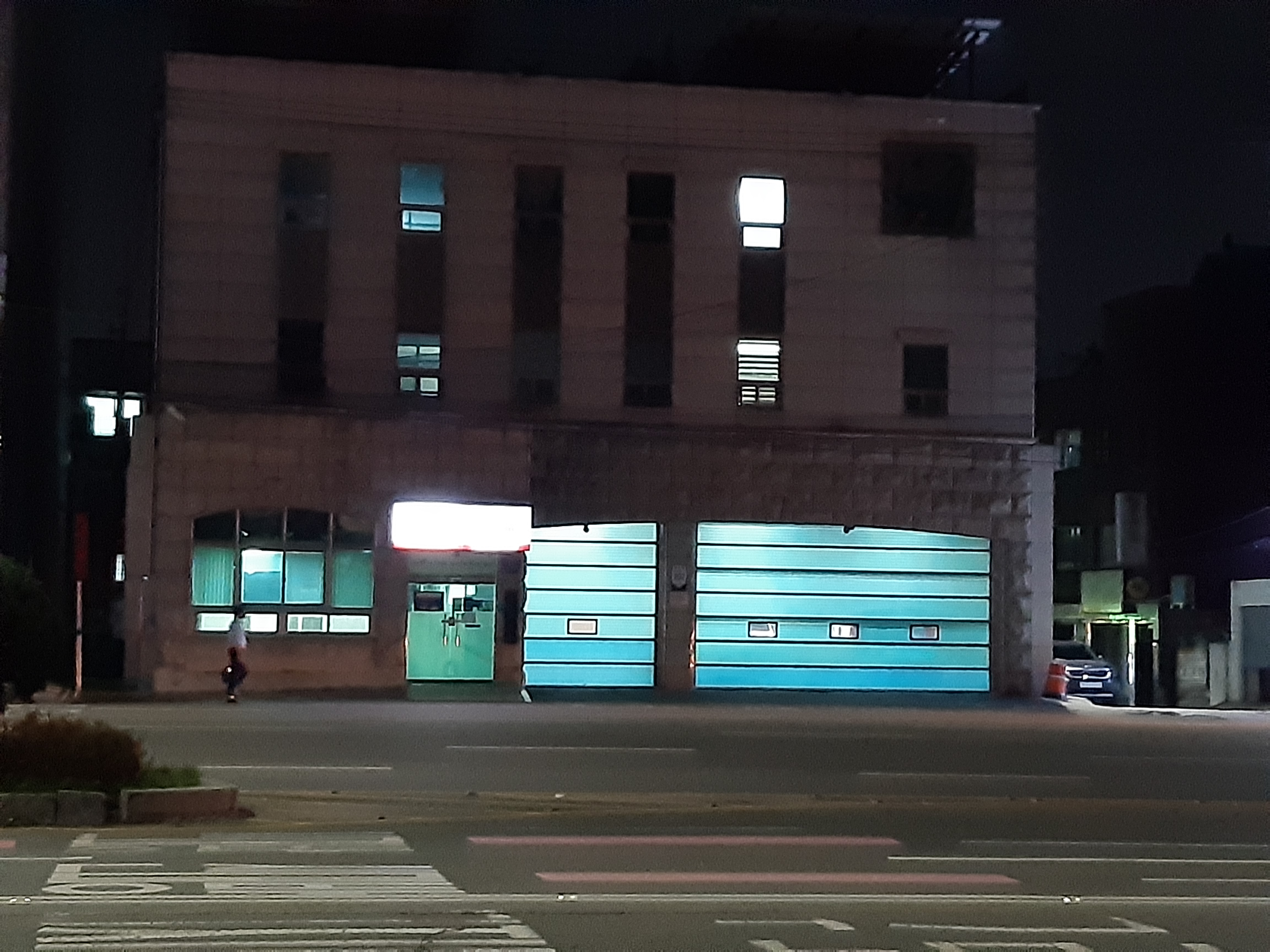
신림119안전센터

## 경유지
서울특별시
- 구로구
- 관악구
- 동작구

## 노선
- 구로디지털단지역(시흥대로) ----> 관악동작견인차량보관소 ------> 서울조원초등학교 ------> 신대방역 - 신대방역사거리(대림로) - 신사파출소 - 도림교 - 신림119안전센터 - 봉천로 직결 
  - 신안산선공사로 서울조원초등학교에서 구로디지털단지역 방향 차단됨

## 연결 도로
- 시흥대로
- 독산로
- 난곡로
- 대림로
- 관천로
- 봉천로